# Гуменюк Степан Костянтинович
Степа́н Костянти́нович Гуменю́к (* 14 грудня 1914, Михайлівка, нині Ярмолинецького району Хмельницької області — † 26 жовтня 1991, Хмельницький) — український історик, краєзнавець, бібліограф Поділля. Кандидат історичних наук (1977). Голова Хмельницького обласного історико-краєзнавчого товариства (1964–1991).

## Біографічні відомості
Народився 14 грудня 1914 року в селі Михайлівка Ярмолинецького району Хмельницької області. У 1932–1941 роках працював вчителем історії, директором школи.
1940 року закінчив історичний факультет Вінницького педагогічного інституту.
Учасник німецько-радянської війни. 
У 1982–1991 роках працював головним бібліографом Хмельницької обласної універсальної наукової бібліотеки. 

## Праці
Йому належать понад 500 методичних посібників, розробок, путівників, бібліографічних покажчиків та публікацій з історії Поділля, м. Хмельницького та культурної спадщини краю.
У 1977 р. за наукове дослідження «Боротьба трудящих Поділля з внутрішньою контрреволюцією та іноземною інтервенцією в роки громадянської війни (1918–1920 рр.)» йому присвоєно вчений ступінь кандидата історичних наук.
- Гуменюк С.К., Мещишин А.І. Хмельницька область : путівник. - Львів : Каменяр, 1968. - 191 с.
- Гуменюк С.К., Морський М.Д. Туристські маршрути Хмельниччини : путівник. - Львів : Каменяр, 1983. - 120 с. - ( 23 іл.)
- Гуменюк С.К. Історичні і пам'ятні місця Кам'янця-Подільського : методична розробка. - Хмельницький : [Б.в.], 1974. - 36 с.
- Гуменюк С. К. За владу Рад (Проскурів у 1917–1920 рр.). — Хмельницький, 1981. — 35 с.
- Гуменюк С.  К.  Проскурівське підпілля.  — Хмельницький, 1982.  — 29 с.
- Гуменюк С.  К.  Боротьба селян Поділля проти феодально-кріпосницького гніту в першій третині XIX ст. під проводом Устима Кармалюка: (Методична розробка).  — Хмельницький, 1980.  — 37 с.
- Гуменюк С.  К.  Радянське будівництво на Поділлі в період громадянської війни.  — Хмельницький, 1981.  — 51 с.
- Гуменюк С.  К.  Свідки історичних подій: Розповідь про пам'ятні місця м. Хмельницького.  — Львів: Каменяр, 1970.  — 34 с.
- Нариси історії Поділля. На допомогу вчителю.  — Хмельницький, 1990.  — 327 с. (У співавт.)
- Гуменюк С. К., Морський М.  Д.  Туристські маршрути Хмельниччини: Путівник.  — Львів: Каменяр, 1983.  — 120 с.; іл.
- Винокур І.С ., Гуменюк С.К. Археологічні пам'ятки Хмельниччини: Конспект лекцій на доп.студентам / Міносвіти УРСР; Кам'янець-Поділ. держ. пед. ін-т. - Кам'янець-Подільський,1965.- 39с.
- Вчені Хмельниччини: Бібліографічний покажчик /Склад. С. К. Гуменюк. — Хмельницький, 1988. — 131 с.
- Письменники Хмельниччини: Бібліографічний покажчик /Склад. С.  К.  Гуменюк.  — Хмельницький, 1989.  — 117 с.
- Артисти, композитори, художники Хмельниччини: Бібліографічний покажчик /Склад. С.  К.  Гуменюк.  — Хмельницький, 1989.  — 77 с.
- Гуменюк С.  К.  До питання про виникнення Кам'янця-Подільського: До історії міст і сіл Радянської України //Український історичний журнал.  — 1966.  — №  1.  — С.  135—137.
- Гуменюк С. К. Боротьба трудящих Поділля з австро-німецькими окупантами в 1918 р. //Боротьба за владу Рад в Україні. — К., 1977. — С. 138–156.